# Лонги, Мартино (младший)
Мартино Лонги Младший (итал. Martino Longhi il Giovane, 18 марта 1602, Рим — 15 декабря 1660, Виджу) — итальянский архитектор эпохи барокко, работавший в Риме в середине XVII века. Сын архитектора Онорио Мартино Лонги и внук архитектора Мартино Лонги Старшего.

## Биография
Мартино Лонги родился в Риме в семье потомственных архитекторов, выходцев из маленького городка Виджу на Севере Италии, в провинции Варезе области Ломбардия. Любитель литературы и философии, Мартино Лонги в 1639 году опубликовал сборник «Песенник» (Canzoniere), который читали в «Академии фантастики» (Accademia dei Fantastici). Первым теоретическим произведением, посвящённым архитектуре, стал «Эпилогизм архитектуры» (l’Epilogismo di architettura, 1625), в котором, используя термин средневековых медиков (по известным опытным данным заключать о неизвестном), Лонги изложил собственную концепцию в отношении строительного искусства, основанную на учении Витрувия и Л. Б. Альберти, о необходимости философских знаний, которыми, по его мнению, слишком пренебрегали его современники. Образцом для подражания он считал творчество Джакомо делла Порта, последователя великого Микеланджело
С 1625 года Лонги состоял в Академии Святого Луки. Многие годы он работал в Риме. Скончался на родине, в Виджу, недалеко от Варезе, 15 декабря 1660 года, и был похоронен там же в городе согласно документам местного приходского архива (но не 1656 или 1657 году: даты, которые упоминаются в некоторых источниках. У Мартино Лонги не было детей и, судя по документам, не было ни друзей, ни единомышленников.

## Творчество
Мартино Лонги Младший изучал основы профессии, помогая своему отцу. В 1619 году, когда ему было семнадцать, он уже работал вместе с Онорио Лонги на строительстве церкви Сан-Карло-аль-Корсо в Риме. Проект церкви, возможно, был разработан его дедом.
В 1638 году Мартино Лонги занимался возведением церкви Сант-Антонио-деи-Портогези на Марсовом поле. В последующие годы церковь достраивали другие известные архитекторы: Карло Райнальди (1657) и Кристофоро Шор (1697). Но о вкладе Лонги можно судить, сравнивая эту постройку с другими сооружениями, в строительстве которых он принимал участие.
В 1646 году им было начато строительство фасада церкви Санти-Винченцо-э-Анастасио-а-Треви (Святых Винченцо и Анастасия у фонтана Треви). В фасаде этой церкви колоннады двух ярусов, плотно сгруппированы подобно трубам органа. Они образуют мощный вертикальный аккорд. Сложные раскреповки двух антаблементов и фронтонов усиливают барочное «звучание». В народе эту церковь прозвали «каннето» (итал.  canneto  — заросли тростника), потому что её колонны якобы похожи на тростниковые связки. В 1650-х годах Лонги занимался реконструкцией ныне разрушенной церкви Сант-Адриано.
Мартино Лонги был одним из оригинальных мастеров римского барокко. В его творчестве элементы маньеризма соединяются с качествами архитектуры барокко, поэтому его работы сравнивают с творениями великих Джан Лоренцо Бернини, Франческо Борромини, Карло Райнальди и Пьетро да Кортона. Для индивидуального стиля Лонги Младшего характерна свободная и экспрессивная интерпретация классических элементов. Так, например, в незавершенном проекте фасада церкви Сан-Карло-аль-Корсо он предложил десять свободно стоящих колонн, которые бы создавали сильный светотеневой эффект и визуальную глубину.

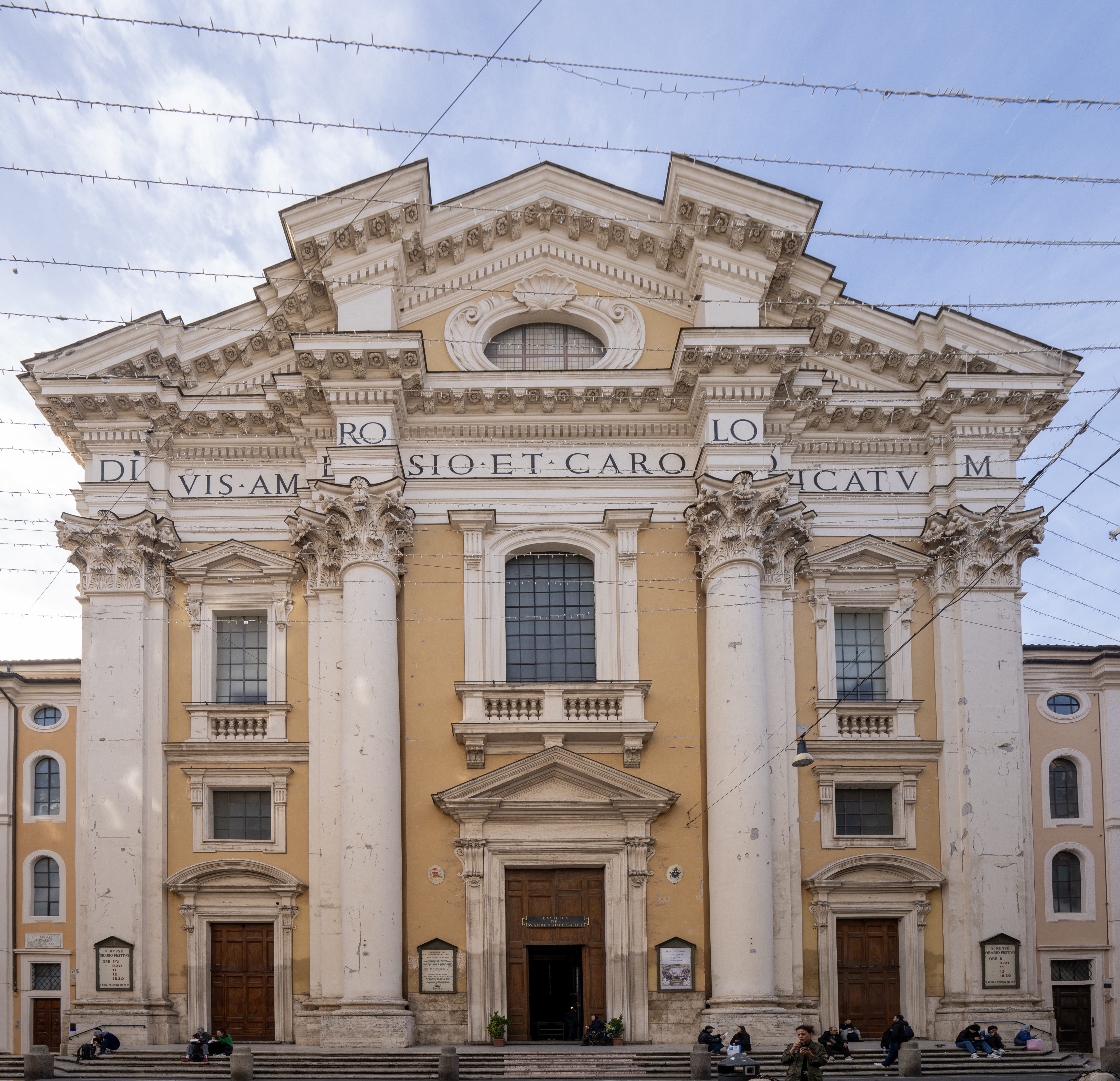
Церковь Сан-Карло-аль-Корсо в Риме. Главный фасад. 1620-е годы
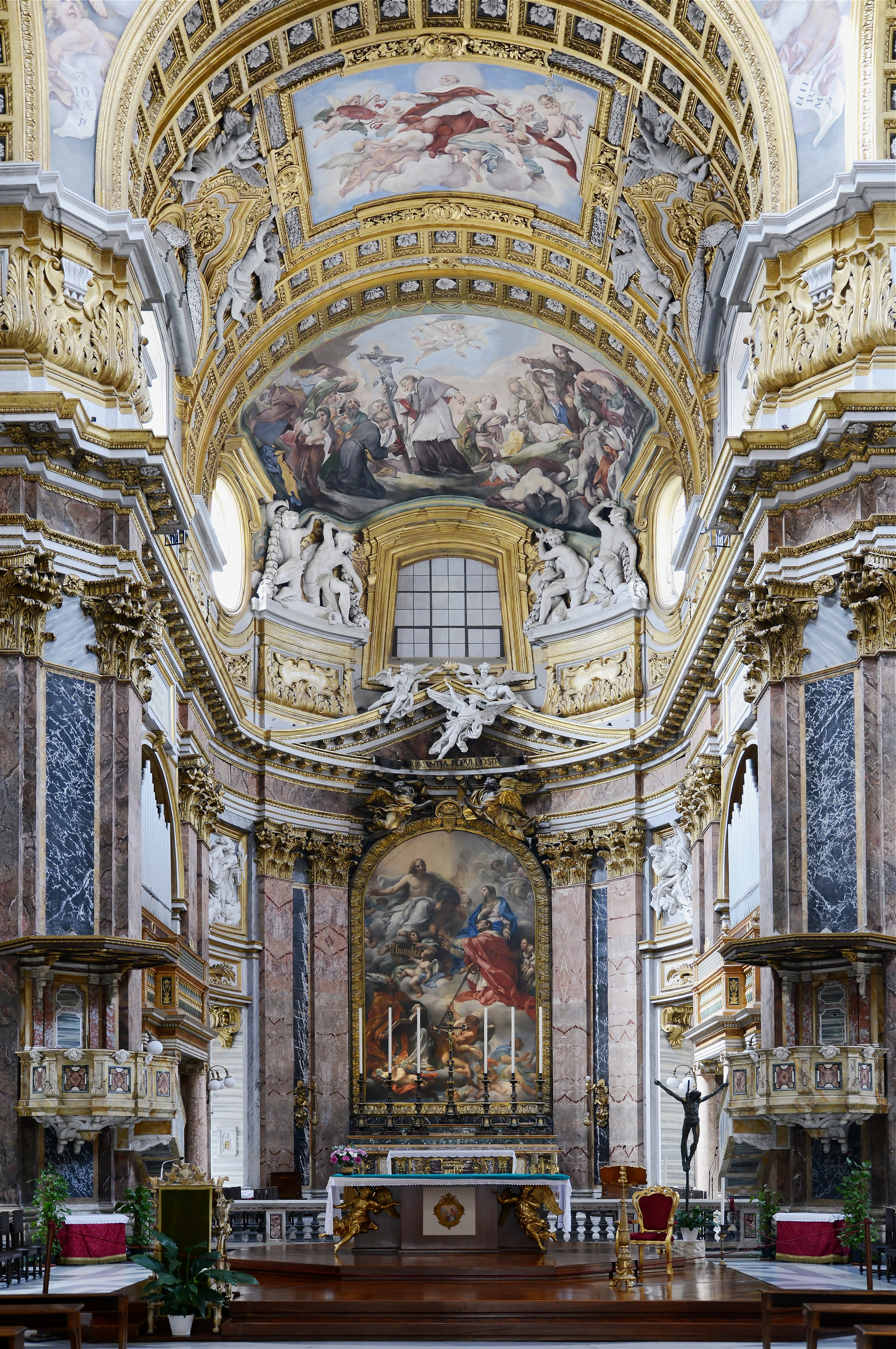
Церковь Сан-Карло-аль-Корсо. Интерьер. Главный алтарь
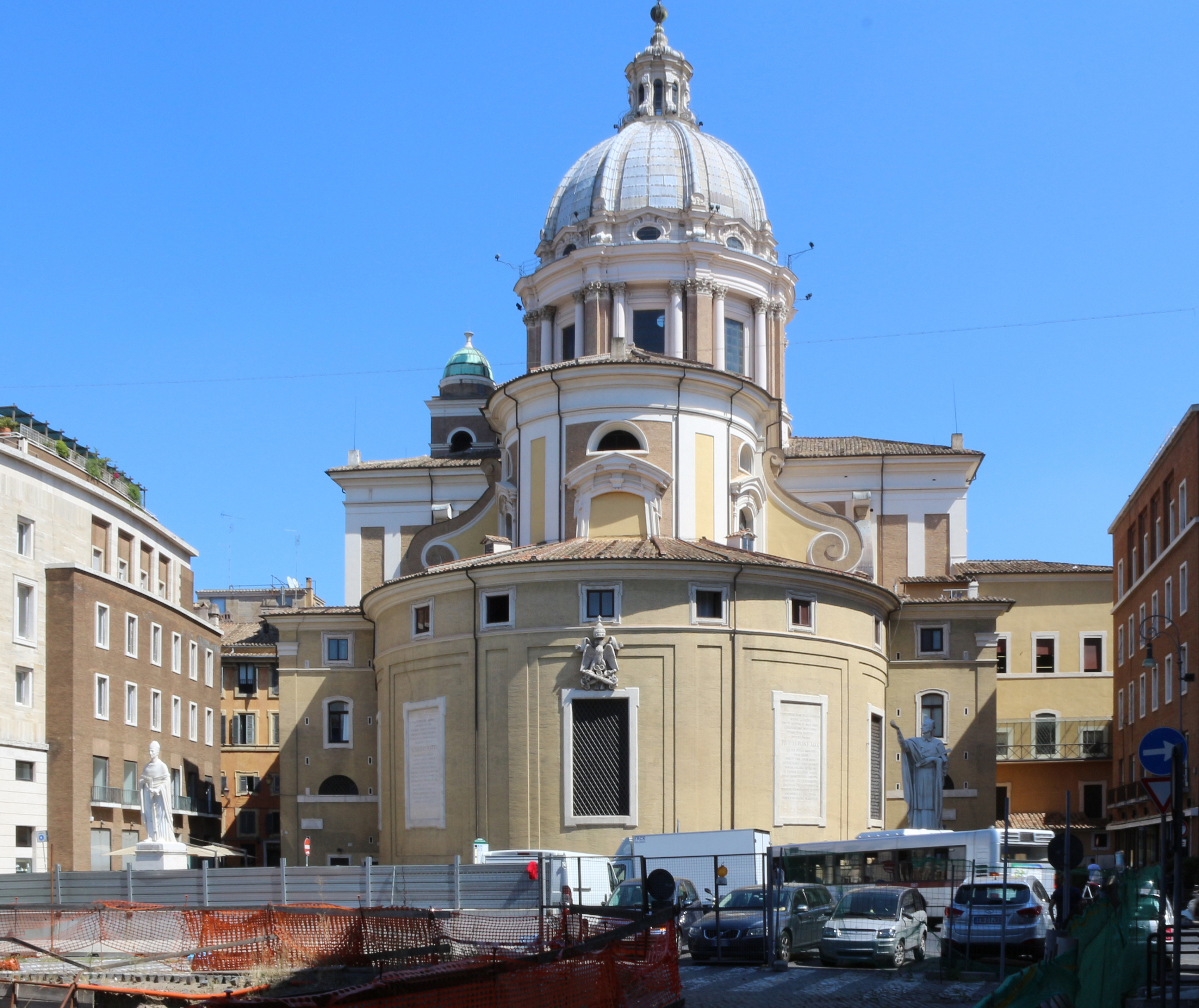
Церковь Сан-Карло-аль-Корсо. Апсида
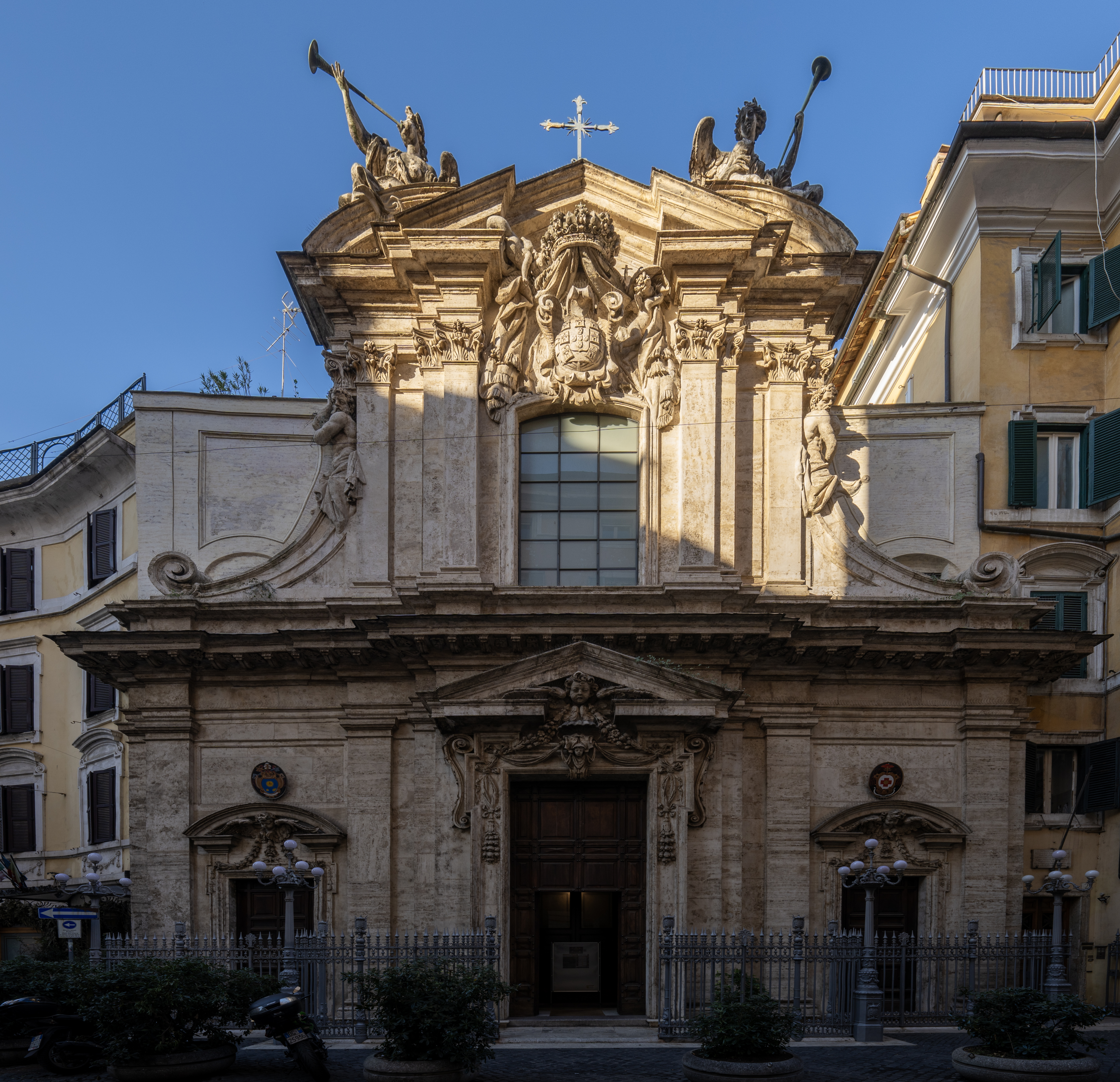
Церковь Сант-Антонио-деи-Портогези на Марсовом поле. 1638
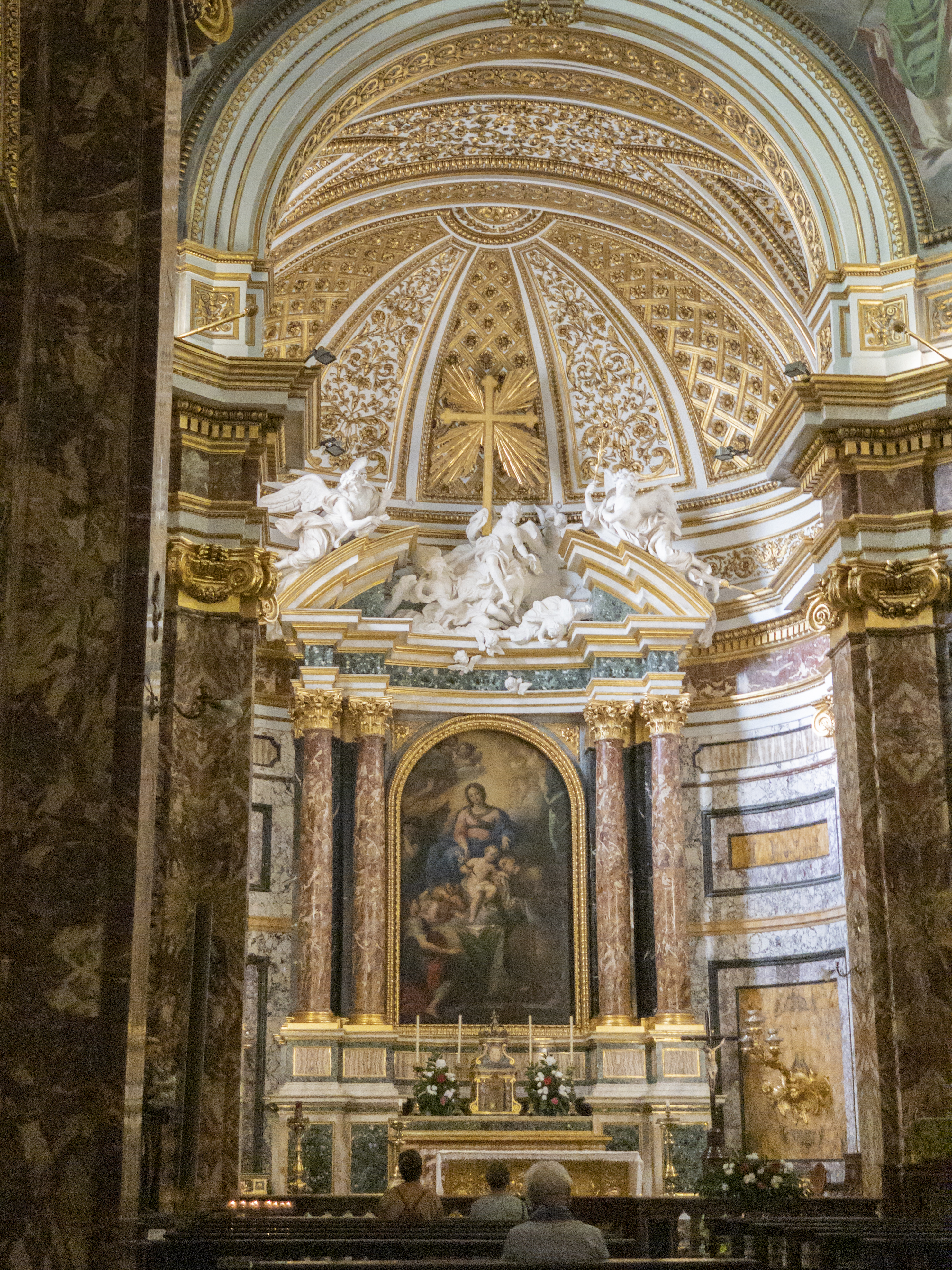
Церковь Сант-Антонио-деи-Портогези. Главный алтарь
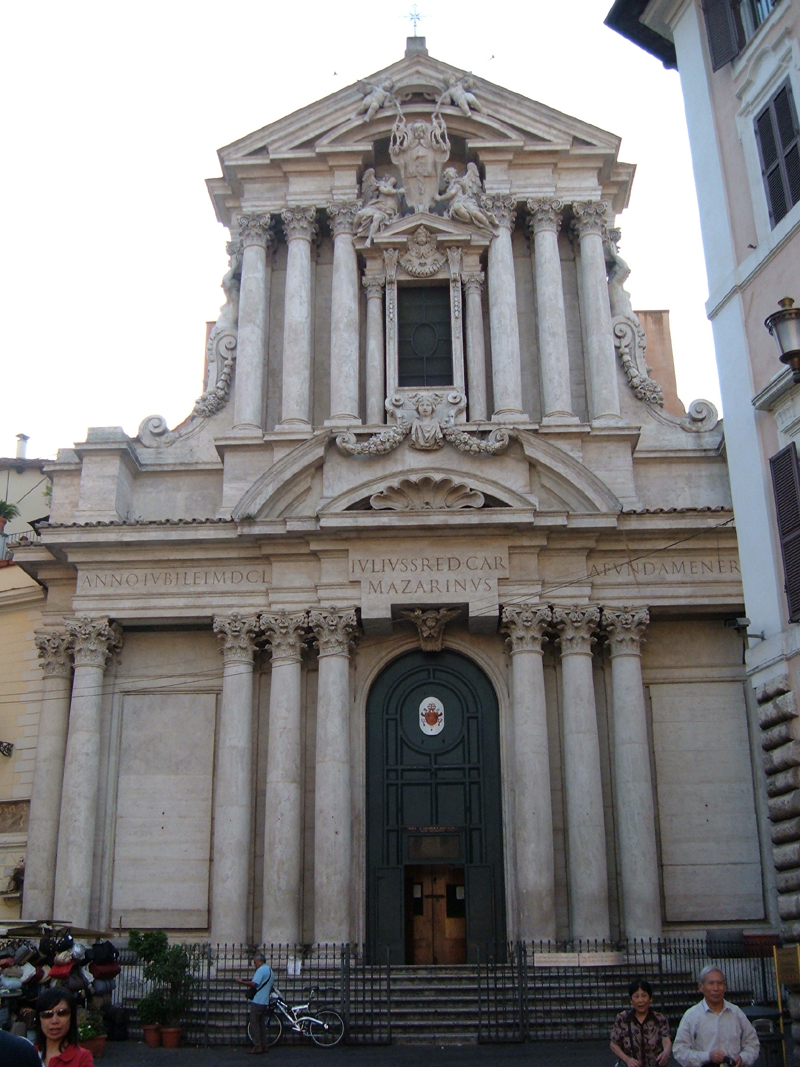
Санти-Винченцо-э-Анастасио-а-Треви. 1646—1650